# صديق محمود المنشاوي
صديق محمود صديق المنشاوي ، (1974-) ، قارئ قرآن مصري، وهو ابن القارئ الشيخ محمود صديق المنشاوي .

## مولده ونشاته
ولد الشيخ صديق محمود صديق المنشاوي في مصر الجديدة بالقاهرة، في الاول من يناير عام 1974 ، وحفظ القرآن الكريم في الثامنة من عمره، وهو ابن القارئ الشيخ محمود صديق المنشاوي ، وحفيد القارئ الشهير صديق المنشاوي ، ورغم أنه ليس الابن الأكبر لأبيه، غير أن والده قرر تسميته باسم جده المقرئ صديق المنشاوي لشعوره أنه سيكون امتداد عائلة المنشاوية في القرآن الكريم ، فأرسله لتعلم أحكام التجويد والقراءة على بعض الشيوخ في سوهاج، وأتم حفظ القرآن في العاشرة. والتحق بكلية الآداب قسم اللغة العربية جامعة عين شمس ، كما حرص على تعلم لغات أخرى، كالإنجليزية والألمانية والفرنسية، واتسع محيط قراءاته فسافر للعديد من الدول.

## حياته الاجتماعية
الشيخ صديق محمود المنشاوي متزوج ولديه :
- محمود صديق المنشاوي.
- أحمد صديق المنشاوي.
- محمد صديق المنشاوي.
- مريم صديق المنشاوي.
- ليلى صديق المنشاوي.
- صديق صديق المنشاوي.

## وصلات خارجية
- صفحة القارئ محمود صديق المنشاوي، صوتيات إسلام ويب.